# 渋谷すばる LIVE TOUR 2020「二歳」
- 二歳 > 渋谷すばる LIVE TOUR 2020「二歳」
- 二歳 > 渋谷すばる LIVE 2020「二歳と364日」
- 二歳 > Documentary Film「二歳と364日」
- 二歳 > 渋谷すばる LIVE TOUR 2022 二歳と1328日

『渋谷すばる LIVE TOUR 2020「二歳」』（しぶたにすばる ライブ ツアー 2020 にさい）は、2020年に開催された、渋谷すばるのライブツアー。
本項では、2020年に開催予定だった野外ライブ『渋谷すばる LIVE 2020「二歳と364日」』、同年に発売された3枚目のライブDVD/Blu-ray『Documentary Film「二歳と364日」』、2022年に開催されたライブツアー『渋谷すばる LIVE TOUR 2022 二歳と1328日』といった、タイトルに「二歳」が冠する派生ライブおよび映像作品についても記述する。

## LIVE TOUR 2020
『渋谷すばる LIVE TOUR 2020「二歳」』（しぶたにすばる ライブ ツアー 2020 にさい）は、2020年1月28日から同年2月26日にかけて開催された、渋谷すばるのライブツアー。

### 概要（LIVE TOUR 2020）

#### 日本でのツアー
- 本ツアーは、2020年1月28日から同年2月26日[注 1]にかけて開催された、独立後初のソロアルバム『二歳』を引っさげたライブツアーである[1][2][3][4][5]。
- 前回のツアー『渋谷すばる LIVE TOUR 2016 歌』から約4年ぶり、ソロ名義3度目となるライブツアーであり、独立後初のツアーである[15][14]。
  - 自身は独立後も本ツアー以前に『babu会 vol.0』[2]や『FM802 30PARTY FM802 ROCK FESTIVAL RADIO CRAZY 2019「THE YELLOW MONKEYトリビュートLIVE」』[16]などのイベントにサプライズ出演していたが、ライブツアーを行うのは初であり、関ジャニ∞として最後に参加した『関ジャニ'sエイターテインメント ジャム』以来、約3年ぶりのライブツアーとなった[17]。
- 本ツアーは、後述の中止となった海外公演を除くと、全国8か所11公演で合計5万人を動員した[14]。
- 本ツアーでは、前述のソロアルバム『二歳』に収録された楽曲が中心のシンプルな構成となっており[15]、開催当時未発表の新曲「水」を含む全14曲を披露した[13][14]。
- 本ツアーに向けて、自身は「久しぶりのライブ、初めての海外公演、楽しみです！」[1][2][3]、「世界中で見て感じたことを素直に表現していきたい」とコメントした[18]。
- 本ツアーが独立後初のツアーということもあり、「音楽で生きていく」と自分で宣言したからには、「言ったことをしっかりやっている」ということをファンに証明することを意識したツアーとなっており、本ツアー時は「頑張らなアカン」という気持ちが強く、「初期衝動のまま突っ走った」と語っている[17]。
- 本ツアーの初日公演である、千葉・幕張メッセ公演1日目の模様の一部は、自身のドキュメンタリー作品『Documentary Film「二歳と364日」』に収録された[19][20][21]。

#### 海外公演の計画・中止
- 本ツアーでは、中国・上海市、台湾・台北市、香港のアジア圏3都市でも開催が計画されており[11][12]、自身初の海外でのワンマンライブとなる予定だった[2][3][4]。
  - 2015年に自身が主演した映画『味園ユニバース』が出品された、オランダの『ロッテルダム国際映画祭』に出演した際に行ったサプライズライブやストリートライブの経験はある[22][23]が、ワンマンライブおよびツアーを海外で行うのは初となる予定だった[2][3]。
- 2020年1月時点のインタビューでは、海外公演の演出や構成について「日本と同じ構成で行こうと思っています」と語っていた[15]。
- 2020年2月3日、新型コロナウイルス「COVID-19」の影響により、「安全面および現在の状況を考慮し、現地での不測の事態に対応できる体制が整えられない可能性がある」として、本ツアーの海外公演の中止が発表された[6][7][8][9]。
- 本ツアーの最中に新型コロナウイルスが感染拡大しており、渋谷自身も「これはヤバいな」と思いながらも、「走り出したツアーは何とかやり切りたい」とツアーの完走を願っていたが、福岡公演終了後に東京に帰った時には新型コロナウイルスの状況が日を追うことに悪くなっており、「もうこれはライブやったらアカンな」と考え、本ツアーの海外公演と野外ライブ『渋谷すばる LIVE 2020「二歳と364日」』の開催中止を決断した[24]。
  - 各公演の開催中止に対して、渋谷は「正しい判断やった」としながらも、「楽しみにしてくれていた人たちもきっと居た」と参加出来なかったファンの気持ちを労った[24]。
  - この想いから、「今何が出来るかな？」「何かやれることがあるんじゃないか？」と考え、YouTube企画『あなぐらTV』やファンクラブの生配信コンテンツ『生すばる』などの、ファンに向けて発信出来るコンテンツを実施した[24]。

#### 連動企画（LIVE TOUR 2020）
- 本ツアーのファンクラブブースにて、自身のファンクラブ『Shubabu』会員限定で、ファンクラブ手帳『Shubabu手帳』のクリアカバーが各会員に1つずつ配布される企画が実施された[25]。
- 会場ごとに渋谷自身がデザインした、各会場限定の「オリジナルスタンプ」を押せるブースが設置された[25]。

### 公演日程（LIVE TOUR 2020）
| 年     | 月  | 日   | 開演時間 | 会場                                          |
| ------ | --- | ---- | -------- | --------------------------------------------- |
| 2020年 | 1月 | 18日 | 19:00    | 幕張メッセ 国際展示場6〜8（千葉県）           |
| 2020年 | 1月 | 19日 | 19:00    | 幕張メッセ 国際展示場6〜8（千葉県）           |
| 2020年 | 2月 | 6日  | 19:00    | 仙台サンプラザホール（宮城県）                |
| 2020年 | 2月 | 10日 | 19:00    | 広島文化学園HBGホール（広島県）               |
| 2020年 | 2月 | 11日 | 17:00    | 山口市民会館 大ホール（山口県）               |
| 2020年 | 2月 | 14日 | 19:00    | 静岡市民文化会館 大ホール（静岡県）           |
| 2020年 | 2月 | 17日 | 19:00    | 名古屋国際会議場 センチュリーホール（愛知県） |
| 2020年 | 2月 | 20日 | 19:00    | 札幌文化芸術劇場hitaru（北海道）              |
| 2020年 | 2月 | 21日 | 19:00    | 札幌文化芸術劇場hitaru（北海道）              |
| 2020年 | 2月 | 25日 | 19:00    | 福岡サンパレスホテル&ホール（福岡県）         |
| 2020年 | 2月 | 26日 | 19:00    | 福岡サンパレスホテル&ホール（福岡県）         |

| 年     | 月  | 日   | 開演時間 | 会場                                           |
| ------ | --- | ---- | -------- | ---------------------------------------------- |
| 2020年 | 3月 | 5日  | 20:00    | バンダイナムコ上海文化センター（中国・上海市） |
| 2020年 | 3月 | 7日  | 19:00    | ATT SHOW BOX Dazhi（台湾・台北市）             |
| 2020年 | 3月 | 8日  | 19:00    | ATT SHOW BOX Dazhi（台湾・台北市）             |
| 2020年 | 3月 | 11日 | 20:00    | Music Zone @ E-Max（香港）                     |

### セットリスト（LIVE TOUR 2020）
1. ぼくのうた
2. アナグラ生活
3. 来ないで
4. トラブルトラベラ
5. ワレワレハニンゲンダ
6. なんにもないな
7. Curry On
8. 水
9. 爆音
10. ベルトコンベアー
11. ライオン
12. TRAINとRAIN
13. 生きる

〈アンコール〉
1. キミ

### グッズ（LIVE TOUR 2020）
※出典を参照。
| グッズタイトル                           | 価格      |
| ---------------------------------------- | --------- |
| Tシャツ（M・L）                          | 各3,000円 |
| ビッグシルエットTシャツ                  | 4,000円   |
| トレーナー                               | 6,500円   |
| トートバッグ                             | 1,000円   |
| タオル                                   | 2,500円   |
| Tバック&ブラジャーセット（S・M）         | 各3,000円 |
| ボクサーパンツ（S・M）                   | 各3,000円 |
| 絵本                                     | 2,000円   |
| すばるゲーム                             | 2,000円   |
| ステッカーセット（全4セット・各3種入り） | 各500円   |
| マグカップ                               | 1,500円   |
| 手袋                                     | 2,000円   |
| スヌード                                 | 5,000円   |
| ポーチ3点セット                          | 3,000円   |
| キーホルダーセット                       | 3,000円   |
| すマホリング                             | 1,500円   |
| お箸                                     | 1,800円   |
| 10色ボールペン                           | 500円     |

- 購入者特典として、「アクリルチェーンキーホルダー」を1万円以上の会計1回につき1つ配布[27]。

## 二歳と364日
『渋谷すばる LIVE 2020「二歳と364日」』（しぶたにすばる ライブ 2020 にさいと364にち）は、2020年3月17日に大阪・舞洲スポーツアイランドの「太陽の広場」で開催予定だった、渋谷すばるの野外ワンマンライブ。新型コロナウイルス「COVID-19」の影響により、開催中止となった。

### 概要（二歳と364日）
- 自身初の野外ワンマンライブとなる予定だった[注 3]。
- 2020年3月4日、新型コロナウイルス「COVID-19」の影響により、「未だ（新型コロナウイルスの）収束時期の見通しが立たない状況下においての公演の実施は難しい」として、本公演の中止が発表された[30]。
  - 同年2月26日の時点では、「開催の可否を検討中」としていたが[31]、最終的に中止となった[30]。

### 開催日程（二歳と364日）
| 年     | 月  | 日   | 開演時間 | 会場                             |
| ------ | --- | ---- | -------- | -------------------------------- |
| 2020年 | 3月 | 17日 | 17:30    | 舞洲スポーツアイランド（大阪府） |

## Documentary Film
『Documentary Film「二歳と364日」』（ドキュメンタリー フィルム にさいと364にち）は、渋谷すばるの長編ドキュメンタリー作品およびライブ映像作品。2020年7月1日にWorld artから3枚目のライブDVD/Blu-rayとして発売された。

### 概要（Documentary Film）
- 前作『渋谷すばる LIVE TOUR 2016 歌』から約3年10か月ぶり、独立後初のリリース[19]。
- 本作はDVD盤、Blu-ray盤の2形態で発売。
- 本作は、自身の身近なスタッフが撮影した総撮影時間500時間を超える映像の中から厳選して収録されたドキュメンタリー映像作品およびライブ映像作品である[20][21][32]。
  - 「Documentary of 二歳」には、2019年の2度目のソロ活動開始から後述のツアー初日までを記録したドキュメンタリー映像となっている[20][21][32][33]。
  - 「Documentary of LIVE TOUR 2020「二歳」」には、自身のライブツアー『渋谷すばる LIVE TOUR 2020「二歳」』の千葉・幕張メッセ公演1日目のライブ映像や、同ツアーのメイキング映像となっている[20][21][32][33]。
- 同年5月21日、本作のジャケット写真と「Documentary of LIVE TOUR 2020「二歳」」に収録される楽曲が公開された[20][21][32]。
- 同年5月26日、本作のSPOT映像と「ぼくのうた」のライブ映像が公開され、その後順次ライブ映像が公開された[21]。
- 同年7月1日、自身初のライブフォトブック『Documentary Live Photo「二歳と364日」』（A4サイズ・約100P）も本作と同日に発売された[19][20][21][32][33]。
  - 本作と同フォトブックの同時購入で『「二歳と364日」オリジナルBOX』（くるみ三方背ケース）が付属した[34]。

### 販売形態
- 発売日：2020年7月1日
  - DVD盤（WQNL-41〜42：2DVD）
  - Blu-ray盤（WQXL-10010：Blu-ray）

### 収録内容
※DVD盤は、Disc 1に「Documentary of 二歳」、Disc 2に「Documentary of LIVE TOUR 2020「二歳」」を収録。
1. Documentary of 二歳
2. Documentary of LIVE TOUR 2020「二歳」
  1. ぼくのうた
  2. アナグラ生活
  3. ワレワレハニンゲンダ
  4. なんにもないな
  5. 爆音
  6. ライオン
  7. TRAINとRAIN
  8. 生きる

## 二歳と1328日
『渋谷すばる LIVE TOUR 2022 二歳と1328日』（しぶたにすばる ライブ ツアー 2022 にさいと1328にち）は、2022年9月14日から同年11月6日にかけて開催された、渋谷すばるのライブツアー。

### 概要（二歳と1328日）
- 本ツアーは、2022年9月14日から同年11月6日にかけて開催された、独立後初のソロアルバム『二歳』を引っさげたライブツアーである[35][36][37][38][39][40][41]。
- 前回のツアー『渋谷すばる LIVE TOUR 2020「二歳」』から約2年ぶり、ソロ名義4度目となるライブツアーである。
  - 2021年にライブツアー『渋谷すばる LIVE TOUR 2021「NEED」』を開催予定だった[42]が、新型コロナウイルス「COVID-19」の影響により全公演中止となった[43]。
  - このことから、本ツアーでは一部を除き[注 5]、中止となった同ツアーの会場と同じ会場でのツアーとなった[44]。
- 本ツアーは、全国7か所14公演のツアーとなった[35][36][37][38]。
  - 各会場ごとに「二歳と○○日」とカウントダウンが記載されており、千秋楽公演である11月6日の大阪・大阪城ホール公演2日目で、本ツアーのタイトルとなっている「二歳と1328日」となった[39]。
- 本ツアーでは、映画『ひみつのなっちゃん。』の主題歌として書き下ろされた自身の新曲「ないしょダンス」[45][46][47]や、同年9月から12月にかけて毎月1曲ずつ連続で配信リリースされている配信限定シングル「7月5日」、「ぼーにんげん」、「これ」、「Stir」を先行披露している[40][41]。
- 千秋楽公演である11月6日の大阪・大阪城ホール公演2日目にて、自身のファンクラブイベント『babu会 vol.2』の開催を発表した[48]。
- 同年11月15日、本ツアーの映像を使用した、「ライオン」のSpecial Movieが公開された[49]。

#### 連動企画（二歳と1328日）
- 自身の独立以降の「すばるとの思い出写真」をファンから募集する写真投稿企画第1弾『すばるとShubabu、みんなの1328日までの記録!』を実施[50]。
- 会場ごとに渋谷自身がデザインした、各会場限定の「オリジナルスタンプ」を押せるブースが設置された[50]。
- 本ツアーの各会場での思い出をファンから募集する写真投稿企画第2弾『あなたが見た「1328日」の記録!』が実施された[51]。
  - 尚、第1弾と異なり、会場では特別なフォトフレームが配布された[51]。
- 本ツアーのチケットを、自身のスマートフォンアプリ『渋谷すばるオフィシャルAPP』で発券すると公演後にライブの思い出を振り返ることが出来る、『メモコレ』が導入された[52]。

### 公演日程（二歳と1328日）
| 年     | 月   | 日   | 開演時間 | タイトル     | 会場                                          |
| ------ | ---- | ---- | -------- | ------------ | --------------------------------------------- |
| 2022年 | 9月  | 14日 | 19:00    | 二歳と1275日 | 福岡サンパレスホテル&ホール（福岡県）         |
| 2022年 | 9月  | 15日 | 19:00    | 二歳と1276日 | 福岡サンパレスホテル&ホール（福岡県）         |
| 2022年 | 9月  | 21日 | 19:00    | 二歳と1282日 | 名古屋国際会議場 センチュリーホール（愛知県） |
| 2022年 | 9月  | 22日 | 19:00    | 二歳と1283日 | 名古屋国際会議場 センチュリーホール（愛知県） |
| 2022年 | 10月 | 12日 | 19:00    | 二歳と1303日 | 広島文化学園HBGホール（広島県）               |
| 2022年 | 10月 | 13日 | 19:00    | 二歳と1304日 | 広島文化学園HBGホール（広島県）               |
| 2022年 | 10月 | 17日 | 19:00    | 二歳と1308日 | 仙台サンプラザホール（宮城県）                |
| 2022年 | 10月 | 18日 | 19:00    | 二歳と1309日 | 仙台サンプラザホール（宮城県）                |
| 2022年 | 10月 | 24日 | 19:00    | 二歳と1315日 | カナモトホール（北海道）                      |
| 2022年 | 10月 | 25日 | 19:00    | 二歳と1316日 | カナモトホール（北海道）                      |
| 2022年 | 10月 | 31日 | 19:00    | 二歳と1322日 | 東京ガーデンシアター（東京都）                |
| 2022年 | 11月 | 1日  | 19:00    | 二歳と1323日 | 東京ガーデンシアター（東京都）                |
| 2022年 | 11月 | 5日  | 18:00    | 二歳と1327日 | 大阪城ホール（大阪府）                        |
| 2022年 | 11月 | 6日  | 17:00    | 二歳と1328日 | 大阪城ホール（大阪府）                        |

### セットリスト（二歳と1328日）
1. ぼくのうた
2. BUTT
3. これ
4. アナグラ生活
5. 来ないで
6. レコード
7. 塊
8. Noise
9. さられ
10. 水
11. ライオン
12. ぼーにんげん
13. きになる
14. ワレワレハニンゲンダ
15. 爆音
16. ないしょダンス
17. 7月5日

〈アンコール〉
1. Stir
2. 風のうた
3. たかぶる

### グッズ（二歳と1328日）
※出典を参照。
| グッズタイトル                                                      | 価格      |
| ------------------------------------------------------------------- | --------- |
| ツアーTシャツ A 〜思い出を身にまとえ〜（M・L・XL）                  | 各4,000円 |
| ツアーTシャツ B 〜思い出を身にまとえ〜（M・L・XL）                  | 各4,000円 |
| ツアーTシャツ C 〜思い出を身にまとえ〜（M・L・XL）                  | 各4,000円 |
| ツアータオル A 〜熱い想いを染み込ませろ〜                           | 2,500円   |
| ツアータオル B 〜熱い想いを染み込ませろ〜                           | 2,500円   |
| ツアーフーディー A 〜フード被る派?被らない派?〜（M・L）             | 各6,800円 |
| ツアーフーディー B 〜フード被る派?被らない派?〜（M・L）             | 各6,800円 |
| トートバック 〜トートーこの日がやって来た〜                         | 1,800円   |
| デニムおポーチ 〜何を入れてもよくってよ〜                           | 2,800円   |
| おしゃれタンブラー 〜おしゃれかどうかはあなた次第〜                 | 3,000円   |
| メモして帳 〜何を書いてもよくってよ〜                               | 1,000円   |
| すばリュック〜feat.カメ〜                                           | 8,000円   |
| ラゲッジタグ 〜みんな付けたら誰が誰のかわからない〜                 | 1,500円   |
| 《すばるプロデュースライブ衣装》 ぼくのスウェット〜きみのでもある〜 | 8,000円   |

| グッズタイトル                 | 価格      |
| ------------------------------ | --------- |
| 渋谷すばる Tシャツ（M・L・XL） | 各4,000円 |
| 渋谷すばる フェイスタオル      | 2,500円   |

| グッズタイトル            | 価格  |
| ------------------------- | ----- |
| 缶バッチ（全20種）        | 700円 |
| スマホストラップ（全3種） | 700円 |
| ワッペン（全5種）         | 700円 |
| ラババン（全5種）         | 700円 |

- 購入者特典として、「アクリルチェーンキーホルダー」を1万円以上の会計1回につき1つ配布[54]。